# The Arabidopsis Information Resource

The Arabidopsis Information Resource (ou TAIR) est une base de données bio-informatiques consacrée à l’organisme modèle Arabidopsis thaliana (ou Arabette des dames) ,.
TAIR donne accès à l’ensemble des informations génomiques et bibliographiques concernant Arabidopsis thaliana, collections de mutants ainsi que de nombreux outils.